# Tillandsia 'Mystic Albert'
Tillandsia 'Mystic Albert' es un  cultivar híbrido del género Tillandsia perteneciente a la familia  Bromeliaceae.
Es un híbrido creado en el año 1985 con las especies Tillandsia stricta × Tillandsia albertiana.